# Vespella de Gaià (ort)
Vespella de Gaià är en ort i Spanien.   Den ligger i provinsen Província de Tarragona och regionen Katalonien, i den östra delen av landet, 400 km öster om huvudstaden Madrid. Vespella de Gaià ligger 93 meter över havet och antalet invånare är 249.
Terrängen runt Vespella de Gaià är huvudsakligen platt, men österut är den kuperad.  Närmaste större samhälle är Tarragonès, 13,4 km sydväst om Vespella de Gaià. Runt Vespella de Gaià är det i huvudsak tätbebyggt.